# Hemiphractus helioi
Espèce
Statut de conservation UICN

 LC  : Préoccupation mineure
Hemiphractus helioi est une espèce d'amphibiens de la famille des Hemiphractidae.

## Répartition
Cette espèce se rencontre  de 300 à 2 000 m d'altitude sur le versant amazonien de la cordillère des Andes :
- en Équateur dans la province de Pastaza ;
- au Pérou dans les régions de Cusco, d'Ucayali et de Huánuco ;
- au Brésil en Acre.

Sa présence est incertaine en Colombie.

## Description
L'holotype mesure 52,7 mm.

## Étymologie
Cette espèce est nommée en l'honneur d'Hélio Ricardo da Silva.

## Publication originale
- Sheil & Mendelson, 2001 : A new species of Hemiphractus (Anura: Hylidae: Hemiphractinae), and a redescription of H. johnsoni. Herpetologica, vol. 57, no 2, p. 189–202.